# BetPawa
 (mars 2024).
BetPawa est un site web où les utilisateurs peuvent parier sur des sports, opérant en Ouganda, au Nigeria, au Kenya, au Tanzanie, en Zambie, au Ghana, au Cameroun, en RD Congo, au Rwanda, au Malawi et au Bénin.
Betpawa S'a fondé en 2014. La société est détenue par Mchezo Ltd, une société basée au Rwanda, mais avec des bureaux dans les 11 pays où Betpawa opère.
Au cours des cinq dernières années, Betpawa est devenue populaire dans les pays où elle opère grâce à diverses campagnes de marketing, notamment en parrainant la première ligue de football du Ghana, actuellement appelée "Betpawa Premier League", et en contribuant aux communautés locales par le biais de campagnes telles que "Dream Maker", ou d'autres campagnes de marketing telles que "Betpawa BIG Toyota RAV4 Giveaway[5]".

## Sources
1. ↑  « Betpawa RD Congo », sur application-parissportif.com, 5 septembre 2022.
2. ↑  « Betpawa Official Site », Betpawa.com (consulté le 30 septembre 2023).
3. ↑  Mchezo, « Mchezo official website », mchezo.rw (consulté le 30 septembre 2023).
4. ↑  Ghana Football Association, « 2023/24 BETPAWA PREMIER LEAGUE FIXTURES TO BE RELEASED TODAY », Ghanafa.org (consulté le 30 septembre 2023).
5. ↑  ZamFoot, « BetPawa launches ‘Dream Maker’ Campaign », ZambianFootball.com, 16 septembre 2021.
6. ↑  Akomea, « betPawa wants to provide alternative income for youth », thebftonline.com, 15 septembre 2021 (consulté le 30 septembre 2023).